# جيراردو دي لوس كوبوس سيلفا
جيراردو دي لوس كوبوس سيلفا هو سياسي مكسيكي، ولد في 11 أبريل 1962 في ولاية غواناخواتو في المكسيك. نشط حزبياً في حزب العمل الوطني. وقد انتخب عضو مجلس النواب المكسيك ‏.